# Cửa khẩu Namphao
Cửa khẩu Namphao hay cửa khẩu Nam Phao là cửa khẩu quốc tế đường bộ trên Quốc lộ 8 (Lào) tại vùng đất huyện Khamkeuth tỉnh Bolikhamxai, CHDCND Lào .
Cửa khẩu Namphao thông thương với Cửa khẩu quốc tế Cầu Treo  18°23′25″B 105°09′37″Đ / 18,390174°B 105,160144°Đ ở huyện Hương Sơn tỉnh Hà Tĩnh, Việt Nam. Năm 2010 nhà làm thủ tục cách mốc biên giới gần 1 km.
Cửa khẩu Namphao cấp thị thực Visa on arrival cho khách nước ngoài .
Cửa khẩu là điểm cuối của Quốc lộ 8 (Lào), trên đoạn đỉnh đèo Keo Nưa phía Lào. Tên "Nam Phao" lấy từ tên suối "Nam Phao" (Nậm Phao) chảy từ cửa khẩu về Ban Lak Sao 18°11′38″B 104°58′17″Đ / 18,19389°B 104,97139°Đ và đoạn quốc lộ 8 (Lào) mở dọc theo thung lũng suối. 
Quốc lộ 8 được mở từ thời Pháp thuộc, nối từ quốc lộ 1 (Việt Nam) ở tỉnh Hà Tĩnh, qua cửa khẩu này sang bên Lào nối với Quốc lộ 13 (Lào) ở ngã ba Vieng Kham . 

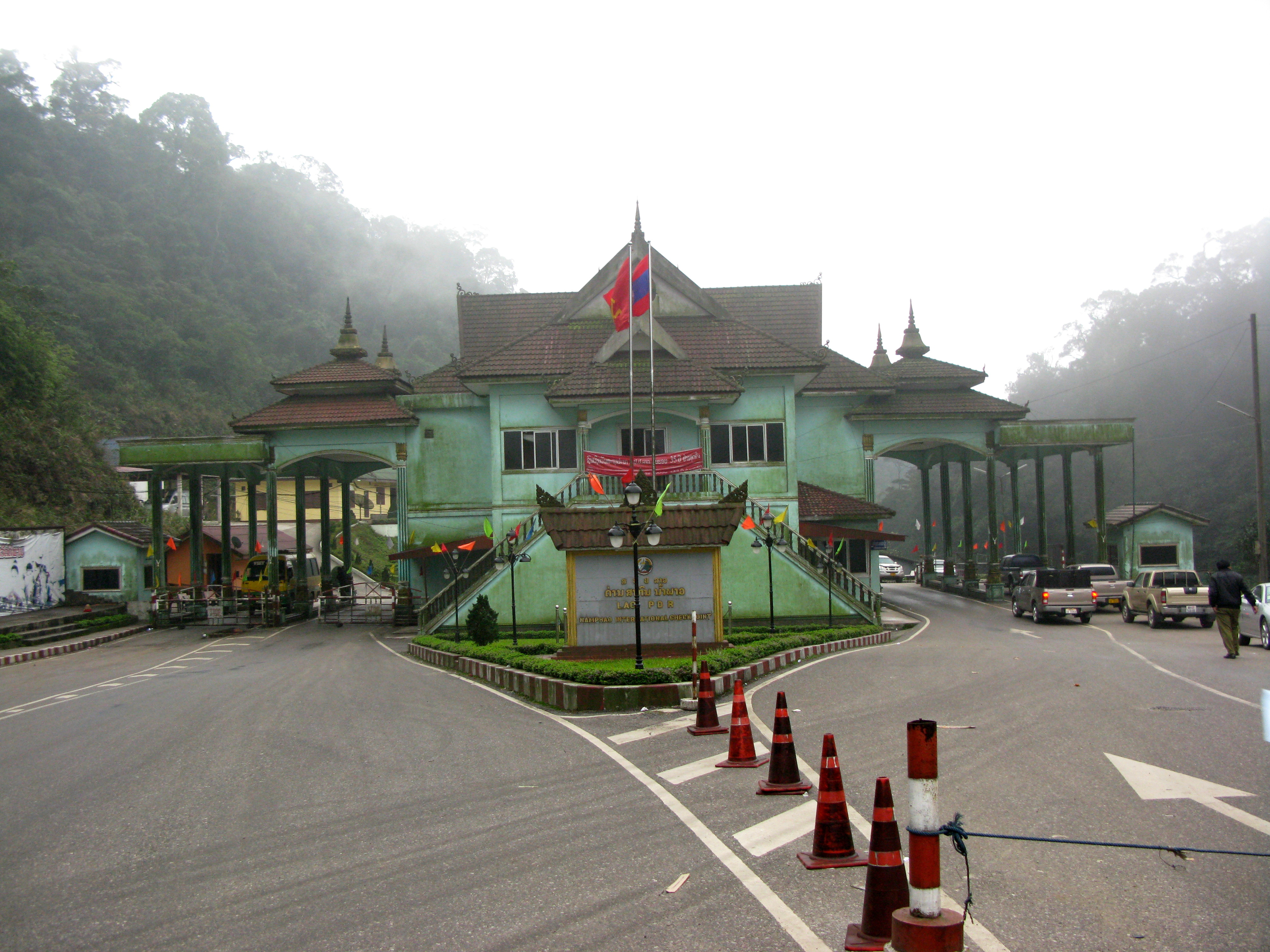
Cửa khẩu Namphao, điểm cuối của Quốc lộ 8 Lào.
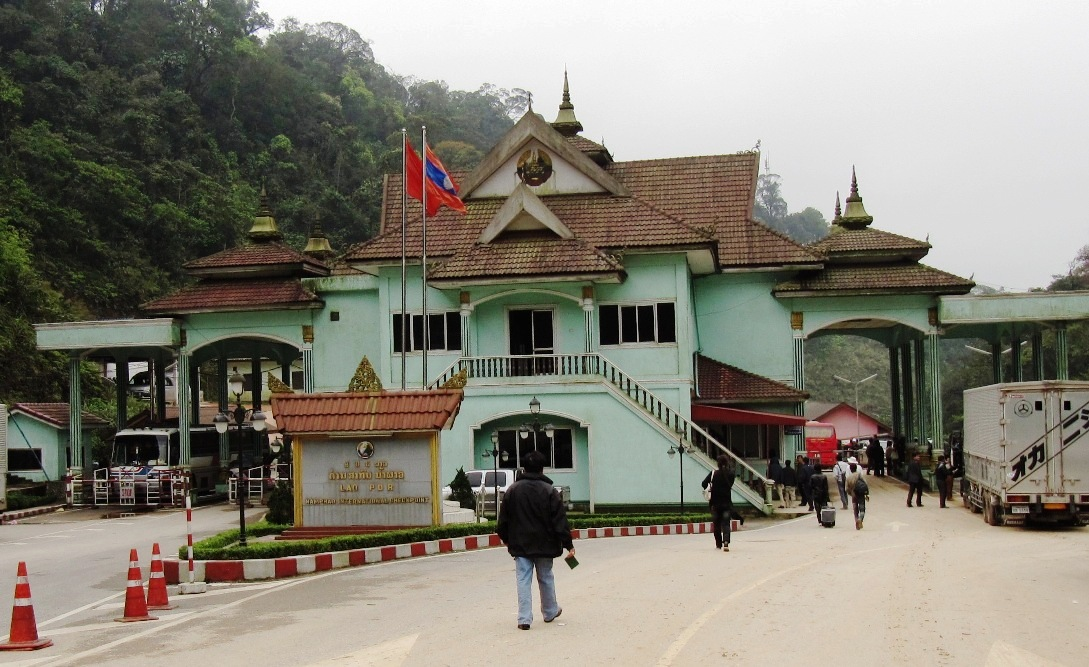
Cửa khẩu Namphao năm 2010
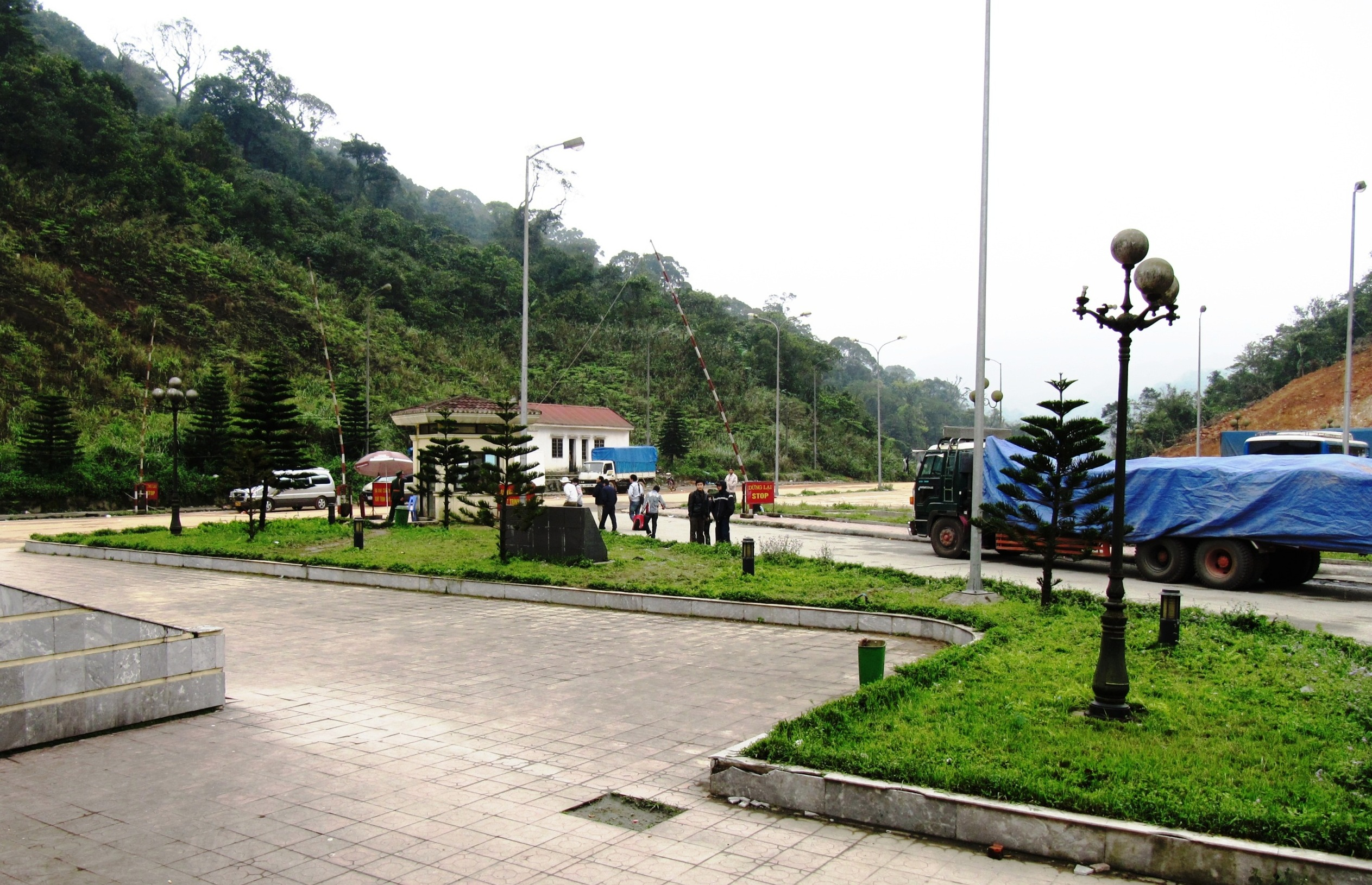
Đỉnh đèo Keo Nưa, biên giới Việt Nam - Lào
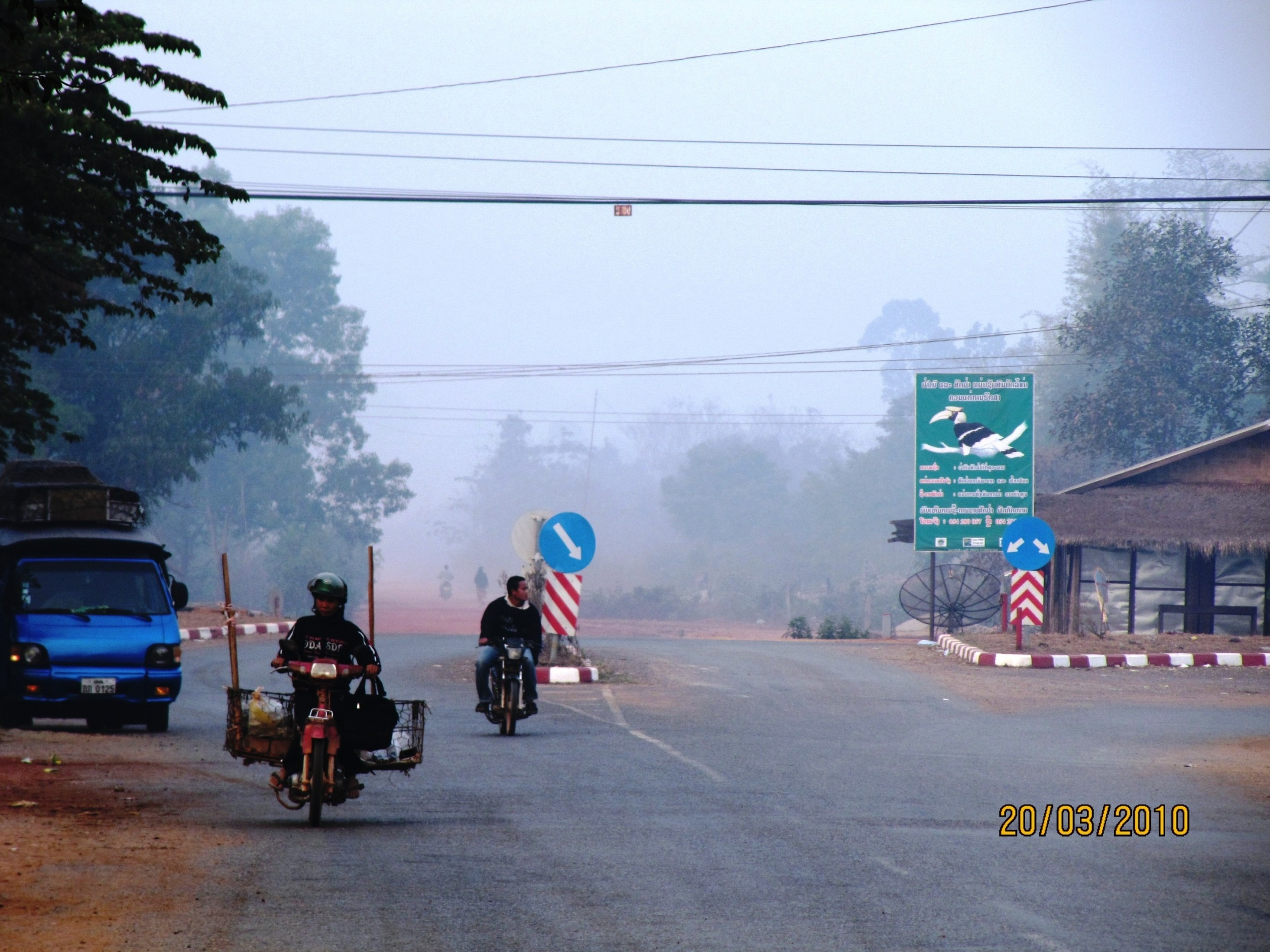
Ngã ba Vieng Kham, bắt đầu Quốc lộ 8